# Opuntia joconostle
Opuntia joconostle là một loài thực vật có hoa trong họ Cactaceae. Loài này được F.A.C. Weber mô tả khoa học đầu tiên năm 1928.